# Acoz
Acoz [ako] (en wallon Åcoz) est une section de la commune belge de Gerpinnes située en Wallonie dans la province de Hainaut. Situé immédiatement au nord de Gerpinnes, dans la vallée du ruisseau d'Hanzinne qui se jette dans la Sambre à Châtelet, le village était une commune à part entière avant la fusion des communes de 1977.

## Évolution démographique
- Sources : INS, Rem. : 1831 jusqu'en 1970 = recensements, 1976 = nombre d'habitants au 31 décembre.

## Histoire
- Jean Nicolas de Marotte et Jean de Marotte, seigneurs de Bossut, Josiau et Acoz bénéficient le 6 septembre 1613 de lettres de confirmation et de ratification de noblesse données à Ratisbonne par l'empereur Matthias Ier de Habsbourg. Les lettres accordent le même statut à Vinand de Marotte, oncle des deux frères, prêtre et chanoine de Liège[3].

- Eugène-François de Dorlodot, né le 27 mars 1783 à Charleroi et mort le 18 avril 1869, est d'abord maître-verrier puis maître de forges à Acoz et homme politique belge, sénateur de 1850 à 1863. Il s’oriente vers une activité sidérurgique après son mariage, en 1819, avec la fille d’un important maître de forges d’Acoz. Engagé dans cet autre métier du feu où les progrès techniques sont considérables, Eugène de Dorlodot fait venir un technicien d’Angleterre, Thomas Bonehill, qui va moderniser les forges d’Acoz dès 1825, et leur procurer un développement considérable (quatre hauts-fourneaux et deux laminoirs au milieu du XIXe siècle). À la tête de «l’établissement sidérurgique le plus considérable de tous ceux possédés dans l’arrondissement de Charleroi par un particulier », l’entrepreneur subit la crise de 1840 de plein fouet et installe un nouvel outil près de Maubeuge, de l’autre côté de la frontière (laminoir de Bois-le-Tilleul). Parallèlement, le patron d’industrie s’est vu confier les rênes de la commune d’Acoz dès les premiers jours de l’indépendance belge, en 1830. Il passe la main en 1858, mais il conserve encore jusqu’en 1863, le mandat de sénateur qu’il avait conquis en 1850, en tant que représentant du parti catholique, pour l’arrondissement de Charleroi[4]. Il est le père de cinq enfants dont l'industriel et sénateur Eugène de Dorlodot, et Hortense de Dorlodot qui avec son mari Martial Leclercq fit en 1864 construire le château de Vieusart (Corroy-le-Grand) par l'architecte Jean-Pierre Cluysenaar.
- Juillet 1866 : Pic de l'épidémie de choléra en Wallonie, la dernière mais la plus violente, qui est à l'origine de la Marche Saint-Roch et Saint-Frégo. Les épidémies de choléra de 1832-1833 et de 1848 sont encore présentes dans la mémoire collective lorsque survient la dernière grande pandémie qui provoque des décès en Europe, en particulier en pays wallon. Présente en Europe dès 1865, l’épidémie commence à se répandre à travers le pays wallon à partir du mois de juin 1866. Elle atteint son pic en juillet avant de disparaître avec l’hiver. On enregistre plus de 350 décès en Brabant wallon, près de 8.500 à Liège (soit un décès pour 66 habitants !), et plus de 43.000 en Belgique. Si les chiffres sont impressionnants et si l’épidémie marque les esprits par sa fulgurance, voire la violence qui conduit à la mort, il ne faut pas oublier que les endémies comme la syphilis, la variole ou la tuberculose sont permanentes et provoquent une mortalité tout aussi élevée. Après 1866, il n’y aura plus d’épidémie de choléra en Wallonie[5].

## Liste de bourgmestres de 1830 à 1977
- Eugène-François de Dorlodot, de 1831 à 1869 : bourgmestre et sénateur.
- Eugène de Dorlodot Bourgmestre, de 1869 à 1877.
- Léopold de Dorlodot, de 1910 à 19?? : bourgmestre.

## Patrimoine et folklore

### Patrimoine monumental

#### Le château
Le château est un édifice en pierre calcaire situé au milieu d’un parc dans la vallée de la Hanzinne qui alimente les douves. Du vaste quadrilatère fortifié remontant à la fin du XVIe ou au début du XVIIe siècle ne subsistent qu’une tour isolée du nord-ouest et deux ailes à l’est et au sud, fortement transformées aux XVIIIe et XIXe siècles.

#### L'église Saint-Martin

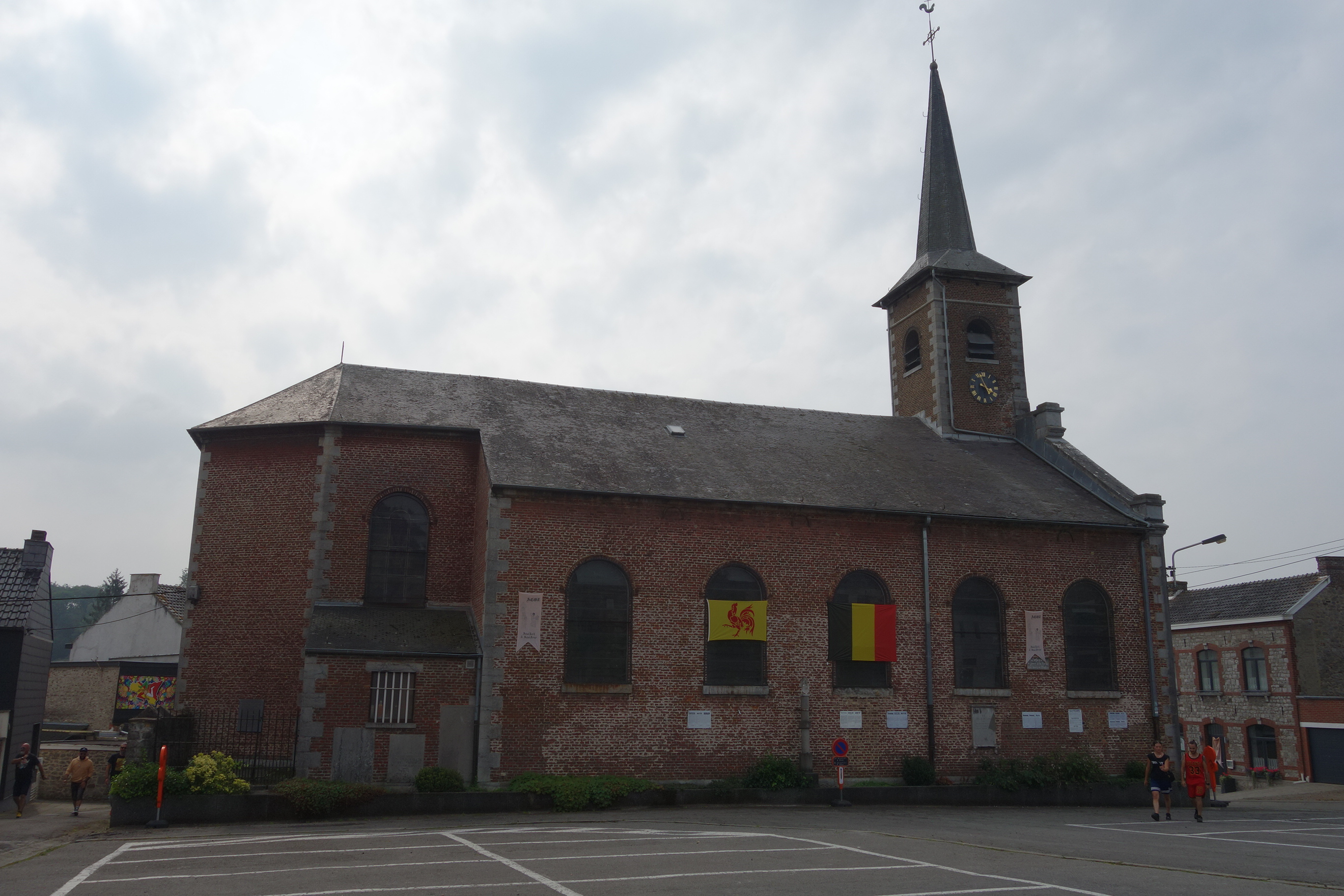
L'église Saint-Martin.

Édifiée en 1844, l’église porte sur le fronton de la porte principale le chronogramme : «Christo Virginique Martinoque condita fuit ut subjectis faveant nobis». Ce qui signifie: elle fut édifiée en l'honneur du Christ, de la Vierge et de Martin afin qu'ils nous soient favorables, à nous qui leur sommes soumis.

#### La Tour octavienne
La tour carrée ou ermitage vertical fut bâtie en 1875 par l'écrivain Octave Pirmez. C'est là qu'il écrivit Les feuillées et Heures de solitude. Plutôt romantique et sans style bien précis, elle a des aspects de donjon fortifié du XIIe siècle allié à un pigeonnier du XVIIIe siècle. En ruines présentant un danger pour la sécurité des usagers, elle a dû être démolie.

#### Le monument aux morts d'Acoz
Le monument aux morts de 1940-1945, érigé en 1950, est dû aux sculpteurs Marc Colmant et Zéphyr Busine ainsi qu'à l'architecte Simon Brigode.

#### L'église Saint-Léon de Lausprelle
L'église paroissiale fut édifiée en moellons de grès provenant des carrières locales par le baron Léon de Dorlodot. Le 7 novembre 1912, elle fut consacrée au culte par monseigneur Walravens, évêque de Tournai. Elle présente une analogie architecturale avec certains sanctuaires romans d'Auvergne dont s'inspira l'architecte namurois Lange. L'église compte parmi son mobilier un autel majeur et un bénitier en pierre des Vosges.

### Folklore

#### La marche Saint-Roch et Saint-Frégo

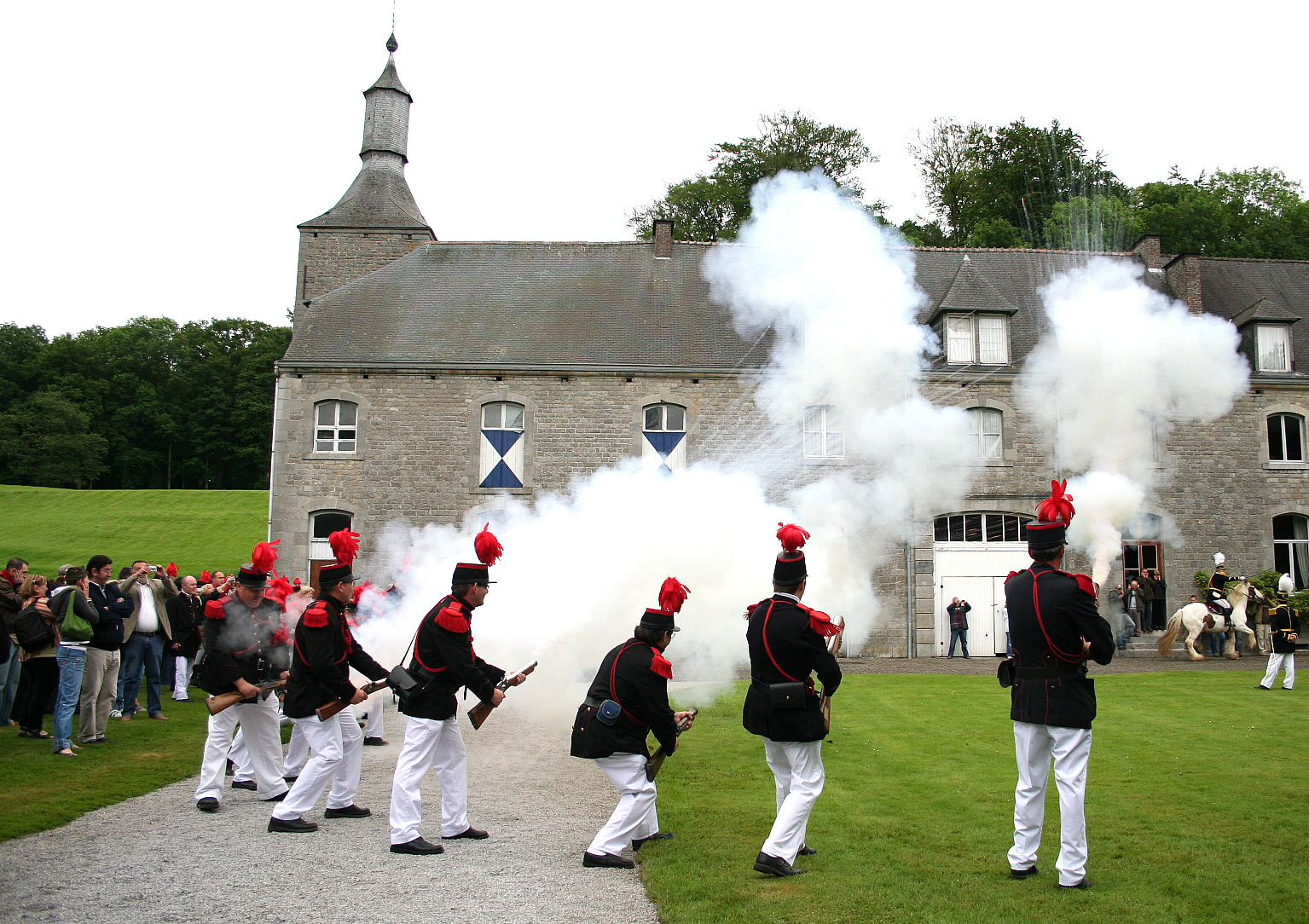
Salve dans la cour du château (2007).

Il s'agit de l'une des marches de l'Entre-Sambre-et-Meuse et a lieu le dimanche suivant le 15 août.
Cette marche fait partie des quinze marches de l'Entre-Sambre-et-Meuse qui ont été reconnues en décembre 2012 comme chef-d'œuvre du patrimoine oral et immatériel de l'humanité par l'UNESCO.
L'origine de la marche remonte au siècle dernier. En 1866, une épidémie de choléra répandit la terreur dans la région et la famille Scieur, très éprouvée, avait érigé une petite chapelle dédiée à saint Roch, patron des pestiférés. Quelques années plus tard, vers 1870, on décida de rendre hommage à saint Roch et on lui associa saint Frégo, qui lui jouissait d'une grande vénération, étant le protecteur des petits enfants contre la « maladie du carreau » — actuellement, on peut découvrir dans le fond de l'église paroissiale d'Acoz-Centre la statue du saint ornée de quelques paires de petits souliers déposées là par des parents reconnaissants.
La marche était née et une tradition allait s'instaurer.

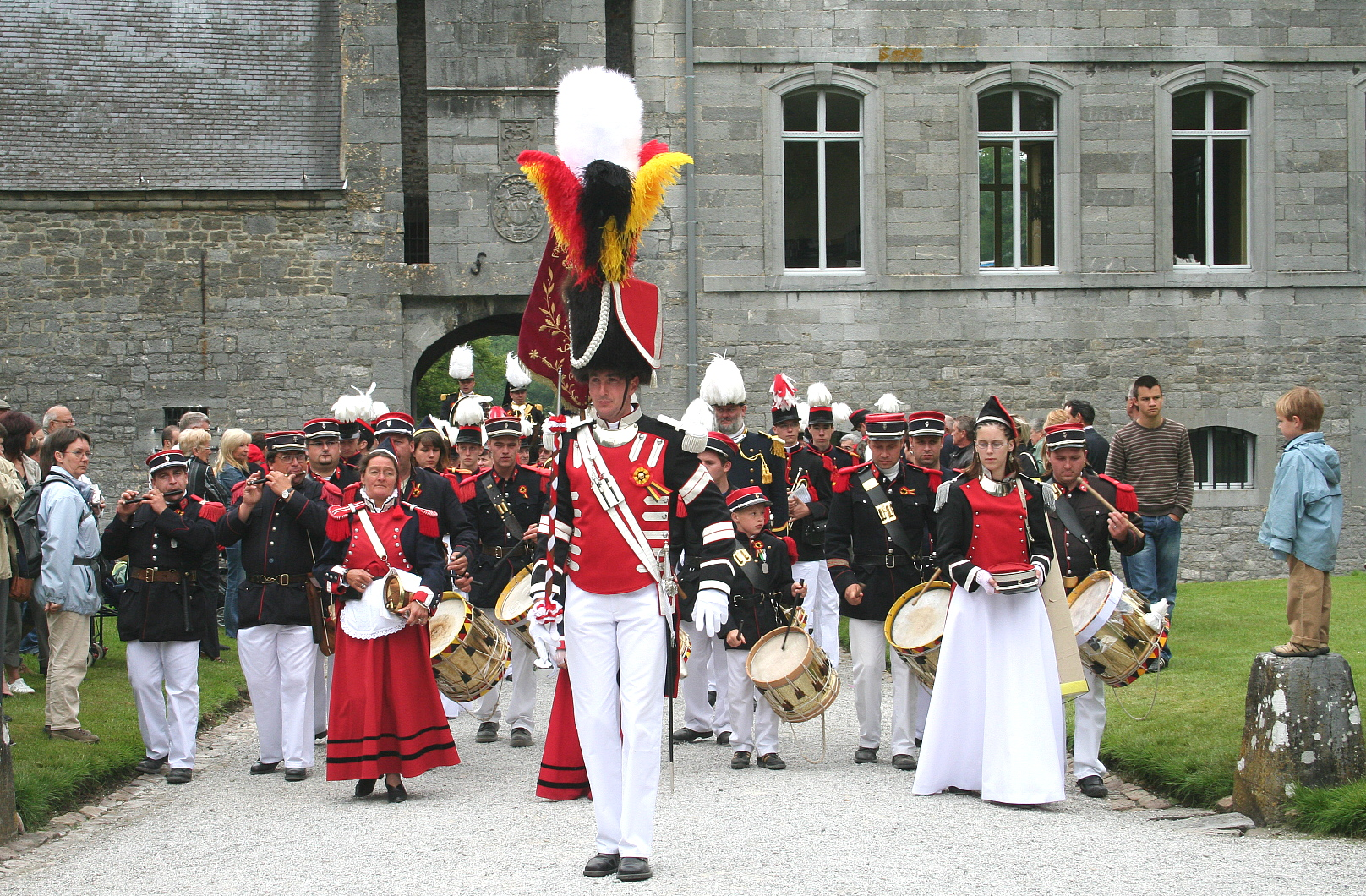
La batterie de Joncret quittant le château lors de la Sainte-Rolende (2007).

Chaque année, le rendez-vous est donné à tous ceux qui veulent perpétuer cette procession. Le dimanche à 11 heures, la procession quitte l'église d'Acoz escortée par deux compagnies. Lausprelle, habillée exclusivement en costumes du Premier Empire, ouvre le cortège. Elle est suivie de la compagnie d'Acoz qui elle est revêtue de costumes du Second Empire, à l'exception du peloton des jeunes qui préfère l'habit de grenadier du Premier Empire. La compagnie d'Acoz est accompagnée par la fanfare du village. La procession fait son entrée dans le hameau de Lausprelle vers 13 heures.
À 15 heures, elle repart pour assister aux vêpres chantés en l'église Saint-Léon. Après cet office, Lausprelle rejoint le quartier de la gare d'Acoz pour la rentrée solennelle. Vers 18 heures, les deux compagnies entrent dans la cour intérieure du château Pirmez pour y tirer des salves. C'est ensuite le retour en l'église d'Acoz où est célébré un salut. Le lundi à 9 h 30, une messe militaire est célébrée tant au centre qu'à Lausprelle. Ces cérémonies sont suivies de salves d'honneur et d'évolutions dans les quartiers jusqu'au soir.
Le cassage du verre de la compagnie d'Acoz a lieu le dernier samedi de juin à 19 heures et celui de la compagnie de Lausprelle le lundi de saint Roch et saint Frégo vers 22 heures.

## Personnalités
- Famille d'Udekem d'Acoz dont est issue Mathilde d'Udekem d'Acoz, reine des Belges.
- Eugène-François de Dorlodot Bourgmestre (1831-1869). Voir ci-dessus paragraphe Histoire.
- Octave Pirmez écrivain (1832-1883).
- Eugène de Dorlodot Bourgmestre (1869-1877).
- André Berger climatologue (1942- ).